# Adam Ludvig Boije
Adam Ludvig Boije af Gennäs, född 7 februari 1730 i Sankt Lars församling, Östergötlands län, död 4 november 1786 i Sankt Lars församling, Östergötlands län, var en svensk militär, son till Karl Gustaf Boije. 
Boije var vicekorpral (major) vid livdrabantkåren och en av Gustav III:s medhjälpare vid statsvälvningen 1772, efter vilken han erhöll överstelöjtnants fullmakt.

## Biografi
Adam Ludvig Boije af Gennäs föddes 1730 på Ryds herrgård i Sankt Lars socken. Han var son till Karl Gustaf Boijeoch grevinnan Charlotta Susanna Maria Dorotea Lewenhaupt. Boije blev 1744 student vid Lunds universitet och 12 februari 1746 volontär vid östgöta kavalleriregemente. Han blev 29 december 1747 korpral, 12 april 1749 kornett, 7 maj 1752 löjtnant, 18 januari 1759 ryttmästare och 2 maj 1759 regementskvartermästaren. Boije utnämndes 23 november 1761 till riddare av Svärdsorden och blev 2 oktober 1766 vicekorpral (major) vid Livdrabantkåren. Han blev 15 april 1772 korpral, 12 september 1772 överstelöjtnants fullmakt, 30 juni 1773 löjtnant vid Livdrabantkåren och senare överste i svenska armén. Boije tog avsked 24 april 1775. Han avled 1786 på Ryds herrgård i Sankt Lars socken.

### Familj
Boije gifte sig 31 december 1751 på Sjöstorp i Ödeshögs socken med sin syssling Hedvig Christina Boije af Gennäs (1731–1800), dotter till hovjägmästaren Erik Gustaf Boije af Gennäs och Christina Charlotta von Snoilsky. De fick tillsammans barnen Carl Adam Boije (1756–1758), Maria Charlotta Boije (1758–1829), Brita Louisa Boije (1761–1763), Hedvig Sofia Boije (1764–1793) som var gift med löjtnanten Magnus Adolf von Kothen, Magdalena Albertina Boije (1766–1792) som var gift med sin kusin generallöjtnanten friherre Gustaf Reinhold Boije af Gennäs, majoren Erik Gustaf Boije (1768–1819), Hans Henrik Boije (1770–1770) och Johan Ernst Boije (1770–1770).